# Maurice Dobb
Maurice Herbert Dobb (24. juli 1900 i London – 17. august 1976) var en britisk marxistisk økonom.